# 白木城
白木城（しらきじょう）は、愛媛県西予市にあった日本の城（山城）。
富野川、片川、宇和川に囲まれた標高357mの山頂にあり、周囲は絶壁となっていた。宇都宮乗綱ら伊予宇都宮氏が城主を務め、落城後は禅門に入ったという。